# Hell Gate

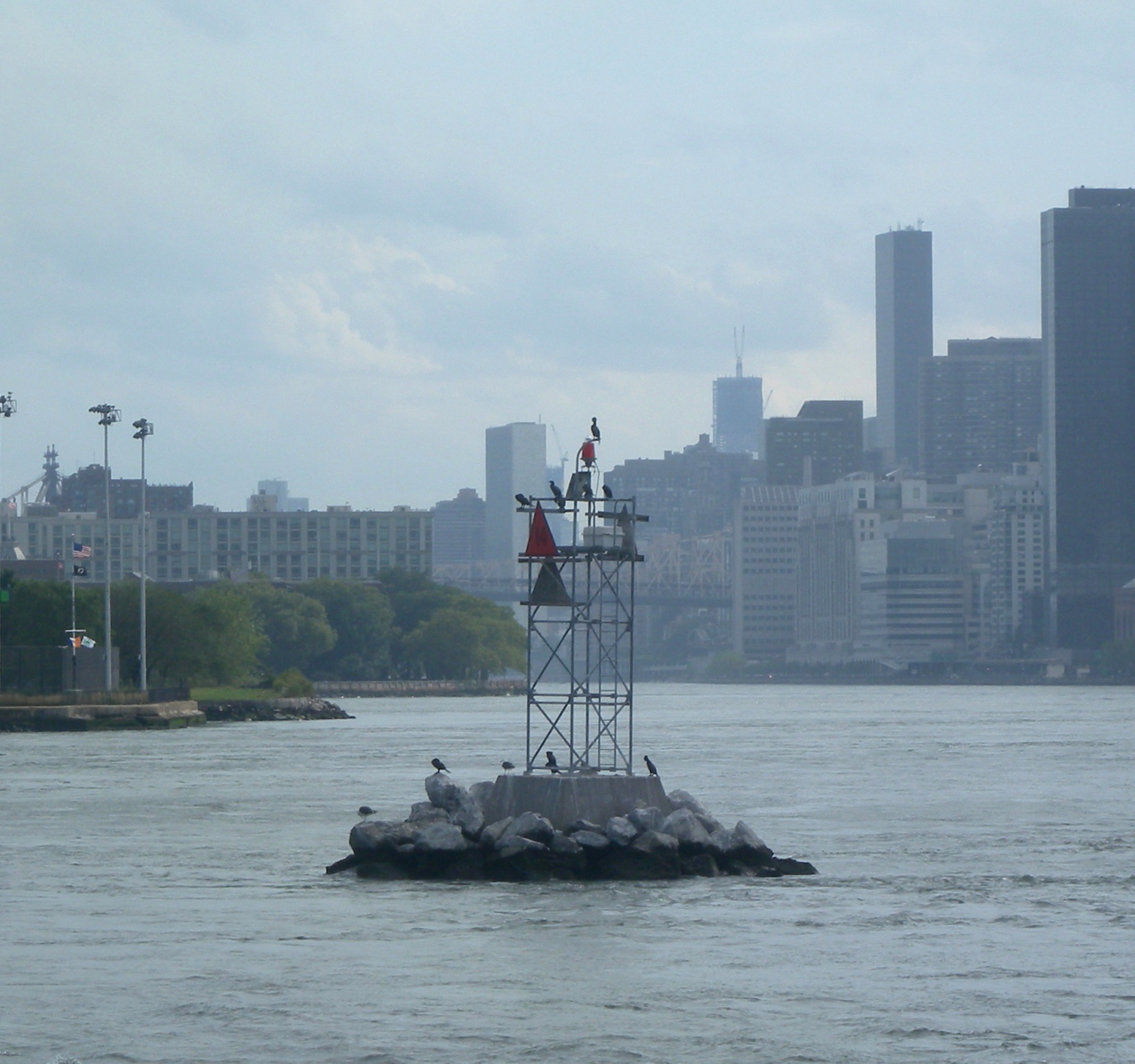
Im Hell Gate

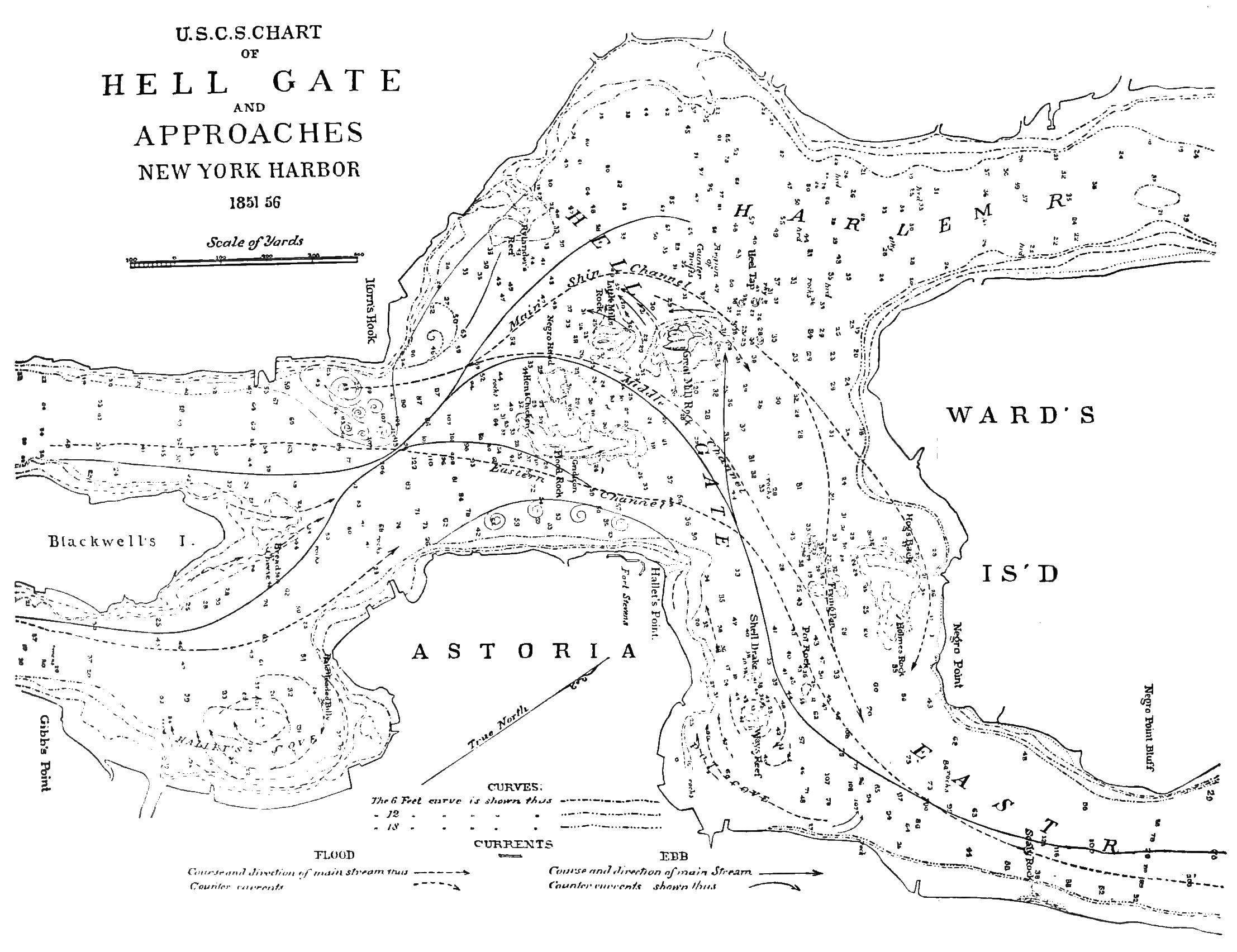
Nautische Karte von 1856

Das Hell Gate (dt. Höllentor) ist ein Abschnitt des East River in New York City, der in historischen Zeiten für seine außergewöhnlich schwierigen Bedingungen für die Schifffahrt bekannt war und auch heute noch als schwierig zu befahrendes Gewässer gilt.

## Beschreibung
Mit dem nicht genau abgegrenzten Begriff Hell Gate wird der Bereich zwischen Manhattan, dem Wards Island und dem Stadtteil Astoria in Queens bezeichnet, an dem der Harlem River in den East River mündet und der East River in seiner Fortsetzung zum Long Island Sound eine gut zwei Kilometer lange Engstelle passiert. Der Bereich war von zahlreichen Felsen, Unterwasserriffen und Sandbänken durchsetzt. Aus den größten Felsformationen ist später die Insel Mill Rock gebildet worden. Namen wie Heel Tap Rock, Holmes Rock, Hog Back, Holmers Rock und Ways Reef bezeichnen zum Teil noch heute bestehende Gefahrenstellen. Dazu kommt, dass sowohl der East River als auch der Harlem River keine Flüsse, sondern gezeitenabhängige Meeresarme sind, die Gezeitenströme zwischen den Felsen gefährliche Wirbel bildeten und der Gezeitenwechsel stellenweise sehr plötzlich eintrat. Außerdem waren die Inseln Wards Island und Randalls Island früher durch den Little Hell Gate getrennt, was die Strömungsverhältnisse noch komplizierter machte. Einen Eindruck der schwierigen Verhältnisse vermitteln die ausführlichen Segelanweisungen auf einer nautischen Karte von 1851.
Auf nautischen Karten wurde dieser Bereich noch 1965 mit Hell Gate bezeichnet. Erst in jüngerer Zeit wird diese Bezeichnung immer weiter zu der zum Long Island Sound führenden Engstelle des East River verschoben, so dass der Eindruck entsteht, dieser von der Hell Gate Bridge überquerte Meeresarm sei das Hell Gate.

## Geschichte

### Frühphase
Der niederländische Seefahrer und Entdeckungsreisende Adriaen Block gilt als der erste Europäer, der 1614 auf seiner Reise mit der Onrust den East River und den Long Island Sound durchquert hat. In seinem Tagebuch bezeichnete er den Abschnitt des East River als Hellegat, einer damals in den Niederlanden häufiger gebrauchten Bezeichnung für die Mündung eines Wasserarmes in einen anderen. Der Ausdruck soll eine klare, helle Mündung bezeichnet haben, Beispiele für den Namen aus den Niederlanden deuten eher auf eine schwierig zu befahrende Passage hin. Die Bezeichnung wurde später in ihrer anglizisierten Form als passender Name für die gefährliche Stelle angesehen.
Im Amerikanischen Unabhängigkeitskrieg segelte Admiral Howe in den Morgenstunden des 12. Oktober 1776 mit einem Teil seiner Flotte und rund 6500 Mann von der Südspitze Manhattans aus durch das Hell Gate, um am Throgs Neck zu landen. Obwohl die Schiffe von plötzlich einsetzendem Nebel überrascht wurden, konnten alle außer einem kleinen Boot den gefährlichen Abschnitt unbeschadet passieren.

### Sprengungen

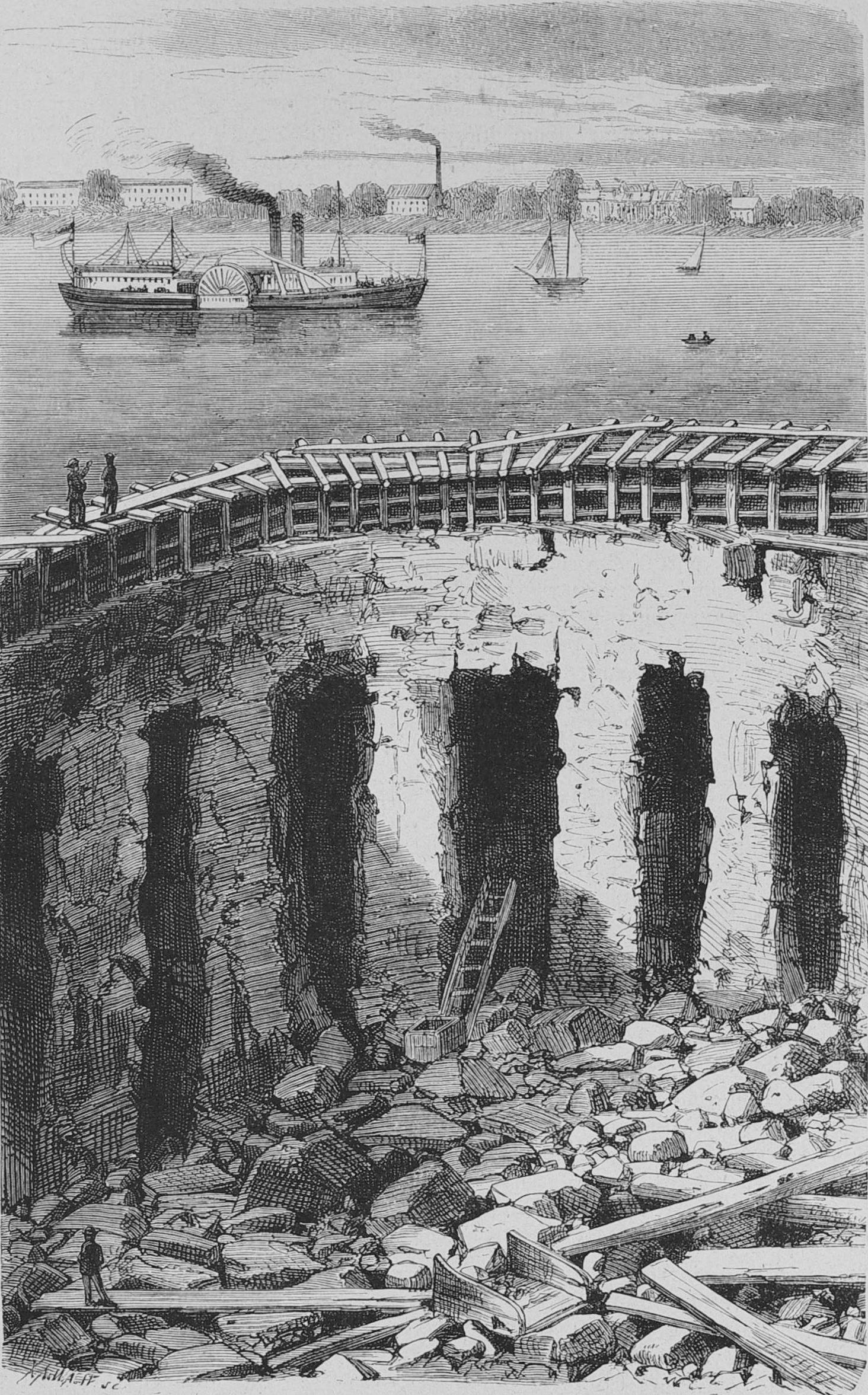
Grube und Stollen zur Sprengung von Hallet’s Reef 1876

Mit den ab dem Ende des 18. Jahrhunderts zahlreicher und größer werdenden Schiffen nahm auch die Zahl der Schiffbrüche im Hell Gate zu. Deshalb begann man ab 1851 damit, Hindernisse im Hell Gate zu sprengen. 1867 beauftragte das United States Army Corps of Engineers Lt. Col. John Newton, die Sprengung von Hallet’s Point Reef und weiteren Felshindernissen zu planen. Versuche mit Bohrgeräten auf schwimmenden Plattformen scheiterten, da sie sämtlich mit anderen Schiffen kollidierten. Man fing daher 1869 an, von Land aus im Schutz eines Kofferdamms eine Grube in den Fels zu sprengen, von der aus verschiedene Stollen radial in den Felsuntergrund unter dem Riff getrieben wurden. 1876 waren diese Arbeiten abgeschlossen, so dass am 24. September insgesamt 50.000 Pfund bzw. 22.700 kg Sprengstoff in den wieder gefluteten Stollen gezündet werden konnten. Danach war ein Unternehmen bis 1882 damit beschäftigt, die rund 92.000 t gebrochenen Felsen aus dem Wasser am Hallet’s Point zu holen.

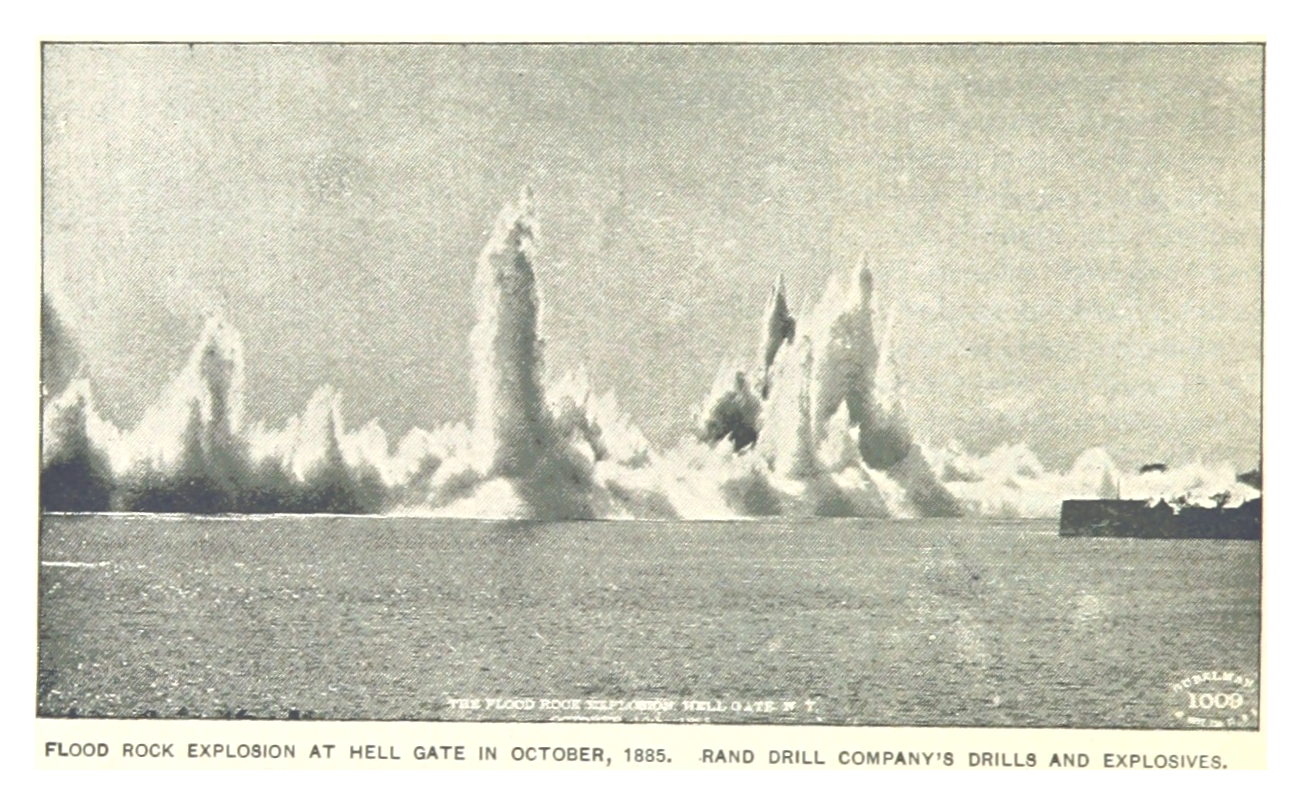
Sprengung des Flood Rock 1885

In den nächsten neun Jahren war John Newton damit befasst, die Entfernung des Flood Rock nach der gleichen Methode vorzubereiten. Dieses Mal musste allerdings eindringendes Wasser in unterirdischen Kanälen gesammelt und mit starken dampfgetriebenen Pumpen aus der Grube entfernt werden. Schließlich waren 285.000 Pfund bzw. 130.000 kg eines weiterentwickelten Sprengstoffs auf 13.000 Bohrlöchern verteilt. Am 10. Oktober 1885 wurde die bis dahin größte Sprengung der Geschichte von der 12-jährigen Tochter von General Newton gezündet. Die Sprengung erzeugte eine bis zu 45 m hohe Wasserwand, aber keinerlei Schäden in der Umgebung.
Die Explosion wird noch heute öfters als die „größte menschlich kontrollierte Detonation vor dem Testbeginn der Atombombe“ bezeichnet, obwohl die Explosionen der Schlacht von Messines deutlich größer und stärker waren.

### Weitere Entwicklung
Nach dem Ausräumen der großen Menge an Felstrümmern wurden die Wasserwege, wie in allen modernen Häfen, weiterentwickelt und immer wieder vertieft. 1916 wurde die Hell Gate Bridge der New York Connecting Railroad eröffnet, 1936 die Triborough Bridge (heute: Robert F. Kennedy Bridge). Die Ufer sind heute fast vollständig bebaut.
Das Hell Gate gilt auch heute noch als schwer zu durchfahren, allerdings ist es während der Gezeitenwechsel manchmal so ruhig, dass selbst kleinere Boote keine Schwierigkeiten haben, hier zu bestehen.